# Quirino de Neuss
Quirino de Neuss (em alemão:  Quirin, Quirinus), por vezes chamado de Quirino de Roma (nome que ele partilha com Quirino de Roma, outro mártir cristão), ou apenas São Quirino, ou São Cirino, é venerado como mártir e santo tanto pela Igreja Católica quanto pela Igreja Ortodoxa. Seu culto tinha como centro a cidade de Neuss, na Alemanha, embora tenha sido um mártir romano.
De acordo com a Catholic Encyclopedia, um mártir romano chamado Quirino teria sido enterrado na catacumba de Prætextatus, na Via Ápia. O Martyrologium Hieronymianum menciona o nome de Quirino e o local onde estaria enterrado. Os Itinerários das sepulturas dos mártires romanos também mencionam estas informações.
O Martyrologium Hieronymianum  o comemora no dia 30 de abril, data que aparece no catálogo de mártires romanos do século IV.

## Lenda
Quirino é introduzido nos lendários Atos dos Santos Alexandre e Balbina, onde é descrito como um tribuno romano. Teria sido decapitado em 116. Outras lendas afirmam que seria um tribuno romano responsável por ter executado Alexandre, Evêncio e Teodolo, presos por ordem do imperador romano Trajano. Quirino se converte então ao cristianismo, depois de testemunhar milagres sendo executados por estes três santos, e é batizado, juntamente com sua filha, Balbina. Sofreu o martírio em 30 de março, quando foi decapitado e enterrado na catacumba de Prætextatus, na Via Ápia.

## Culto

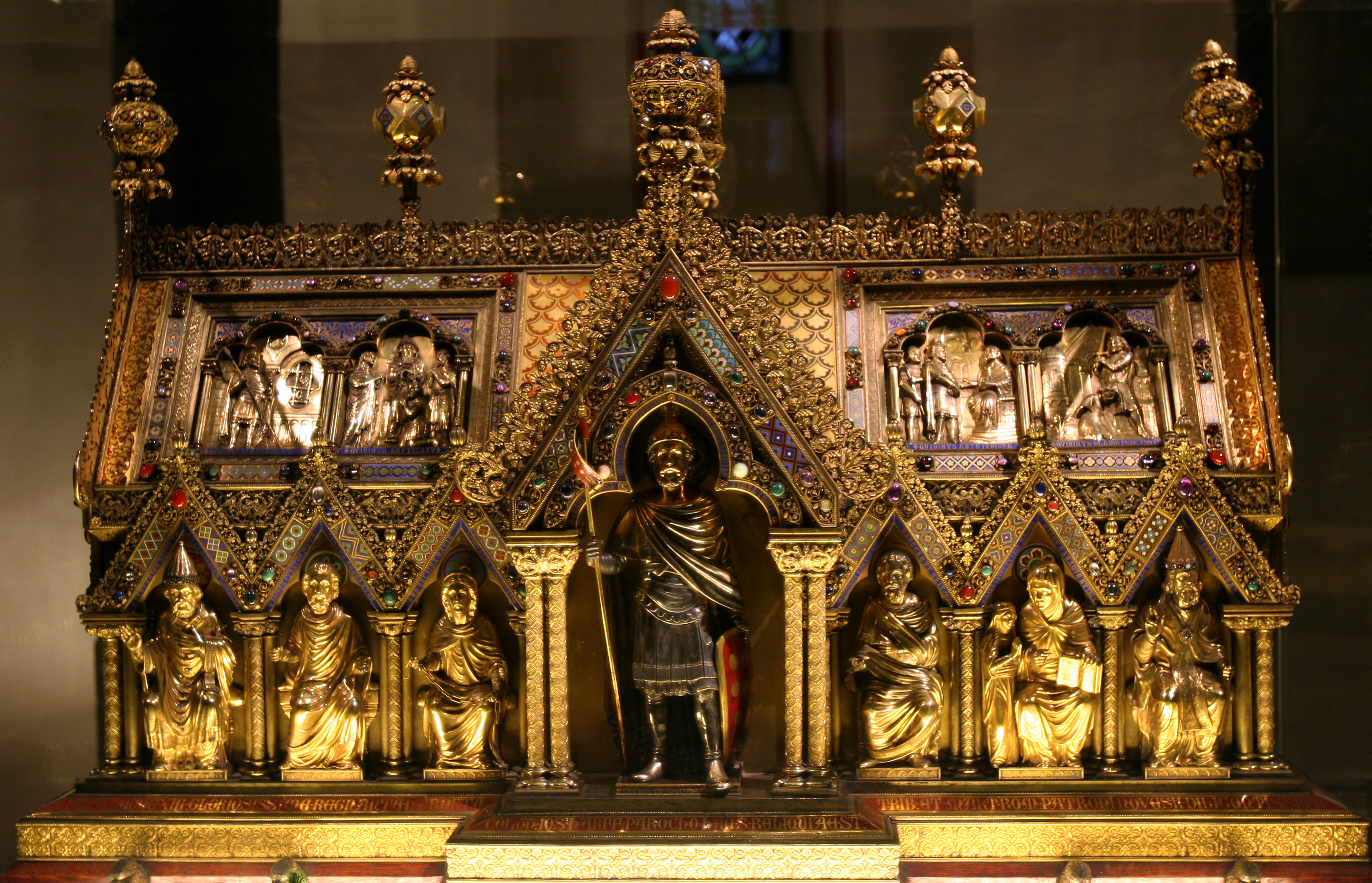
Relicário contendo os restos de Quirino, em Neuss.

Ado, arcebispo de Vienne, na Lotaríngia, colocou o nome do santo em sua Martiriologia, sob a data 30 de março, data em que também é encontrado na Martiriologia Romana Para o dia 30 de abril, a Martiriologia Romana declara: “Item Romae in coemetério Praetextáti via Appia, sancti Quirini mártyris, qui tribúnus confessiónem fídei martyrio coronávit.”
De acordo com um documento de Colônia que data de 1485, o corpo de Quirino teria sido doado em 1050 pelo Papa Leão IX a uma abadessa de Neuss chamada Gepa (que também é chamada de "uma irmã do papa"). Desta maneira as relíquias chegaram até à Igreja de São Quirino (Quirinus-Münster), de estilo romanesco, em Neuss. Uma estátua de Quirino localiza-se no topo do edifício, que Jean-Baptiste Bernadotte tentou saquear durante as Guerras Napoleônicas.
Os habitantes da cidade oraram a ele por ajuda durante o cerco de Neuss feito por Carlos, o Audaz, ocorrido entre 1474 e 1475. Seu culto se espalhou a Colônia, à Alsácia, Escandinávia, Alemanha ocidental, Países Baixos e Itália, onde se tornou o santo padroeiro de Correggio. Diversas fontes e nascentes foram dedicadas a ele, e foi invocado durante epidemias de peste bubônica, varíola e gota; também é considerado um padroeiro dos animais. Peregrinos que visitam Neuss costumam procurar a Quirinuswasser ("água de Quirino"), da Quirinusbrunnen ("fonte de Quirino").
Um ditado popular entre os fazendeiros de Neuss relacionado ao dia de São Quirino, em 30 de março, diz "Wie der Quirin, so der Sommer" ("Assim como [o dia de São] Quirino se vai, também se vai o verão").
Juntamente com Huberto, Cornélio e Antônio, é venerado como um dos Quatro Marechais Sagrados ('Vier Marschälle Gottes) na região da Renânia. Retratos de São Quirino e São Valentim aparecem no topo do recto das Crônicas de Nuremberg (Folio CXXII [Genebra]).